# Daniel Laporte
Daniel Laporte (Newark, 25 gennaio 1991) è un ex giocatore di football americano statunitense naturalizzato tedesco, che ha giocato come inside linebacker.
Inizia a giocare nelle giovanili e nella prima squadra dei St. Pauli Buccaneers e nel 2013 si trasferisce agli Hamburg Blue Devils. L'anno successivo passa ai Kiel Baltic Hurricanes, poi nel 2016 agli Hamburg Huskies e nel 2018 agli Elmshorn Fighting Pirates. Nel 2021 passa quindi in ELF con gli Hamburg Sea Devils.

## Palmarès
- 1 EFL Bowl (Kiel Baltic Hurricanes, 2014)